# Petra Elsner

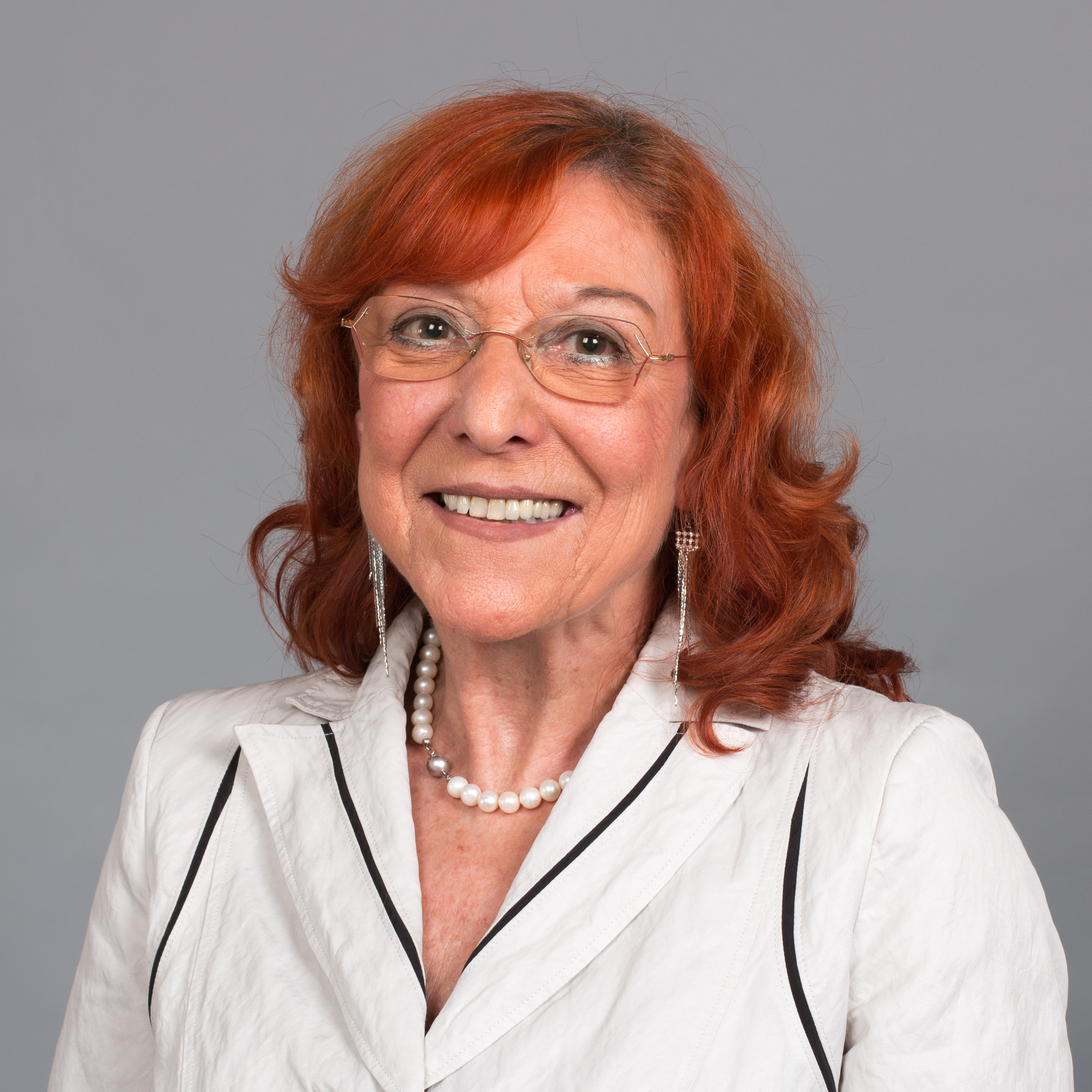
Petra Elsner, 2014

Petra Elsner (* 26. Januar 1947 in Bad Pyrmont) ist eine deutsche Politikerin (SPD). Sie war von 1996 bis 2016 Mitglied des rheinland-pfälzischen Landtags.

## Ausbildung, Beruf und Familie
Nach der mittleren Reife absolvierte Elsner eine Ausbildung zur Verlagskauffrau. In ihrem erlernten Beruf war sie bis 1968 tätig. 
Elsner ist verheiratet und hat ein Kind.

## Politik
1970 trat Elsner der SPD bei. Von 1986 bis 2013 war sie Mitglied des Kreistages des Landkreises Ahrweiler, in dem sie auch von 1989 bis zur Niederlegung ihres Mandates 2013 das Amt der stellvertretenden Fraktionsvorsitzenden ausübte. Von 1988 bis 1994 war sie Bezirksvorsitzende der Arbeitsgemeinschaft sozialdemokratischer Frauen. Sie ist seit 1988 stellvertretende Kreisvorsitzende des SPD-Kreisverbandes Ahrweiler. 
Von 1996 bis 2016 war Elsner Abgeordnete des rheinland-pfälzischen Landtags. Sie war zuletzt ordentliches Mitglied im Ausschuss für Gleichstellung und Frauenförderung und im Integrationsausschuss. Sie war Gleichstellungspolitische Sprecherin der SPD-Landtagsfraktion und Vorsitzende des fraktionsinternen Arbeitskreises "Gleichstellung und Frauenförderung".

## Tätigkeiten
Elsner war Mitglied im Verwaltungsrat der Kreissparkasse Ahrweiler.